# Busy Little Bears
Busy Little Bears é um filme de drama em curta-metragem estadunidense de 1939 dirigido e escrito por John A. Haeseler e Justin Herman. Venceu o Oscar de melhor curta-metragem em live-action: 1 bobina na edição de 1940.

## Elenco
- Frank Crumit - Narrador